# شبه جزيرة تامان

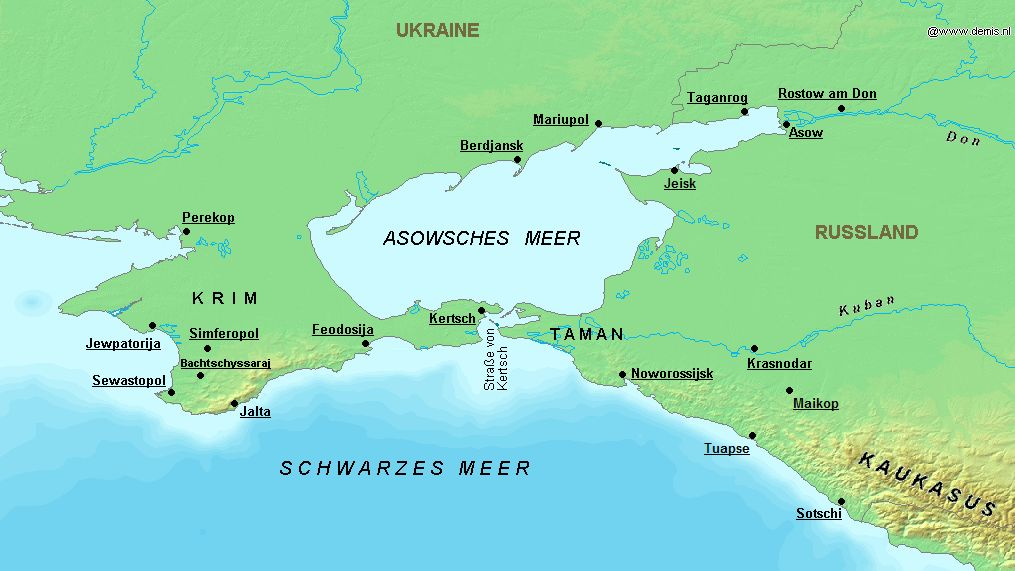
خريطة شبه جزيرة تامان

شبه جزيرة تامان أو طَمَان (بالروسية: Тама́нский полуо́стров) (تامانسكي بولوستروف) هي شبه جزيرة تقع في روسيا في إقليم كراسنودار كراي.
يحدها بحر آزوف من الشمال ومضيق كيرتش من الغرب والبحر الأسود من الجنوب.

## اقرأ أيضاً
- بحر آزوف
- مضيق كيرتش